# Tłumaczów
Tłumaczów (česky Tlumačov, německy Tuntschendorf) je obec v okrese Kladsko, v polském Dolnoslezském vojvodství.

## Poloha
Tłumaczów leží v jihozápadním Polsku, v okrese Kladsko, u státní hranice s Českem. Osu obce tvoří silnice DW385, která překračuje státní hranici mezi Polskem a Českou republikou
a dále pokračuje jako silnice II/302 do Otovic, obce, jenž se rozkládá jihovýchodně od města Broumova.

## Železniční doprava
V dřívějších dobách byla železniční trať č. 026 spojující Týniště nad Orlicí – Otovice zastávku prodloužena do Střední Stěnavy (polský název Ścinawka Średnia) s připojením do Nové Rudy. V průběhu času byla doprava přes hranice do polského Slezska přerušena, koleje směrem do Polska pak zcela sneseny, vlaky končily v otovické zastávce. Od 11. prosince 2005 končí osobní vlaky v Broumově, do Otovic již žádné vlaky nejezdí. Na přelomu roku 2010 a 2011 se mluvilo o obnově železničního spojení mezi Broumovem a Tłumaczóvem, kvůli přepravě štěrku z Polska.

## Galerie

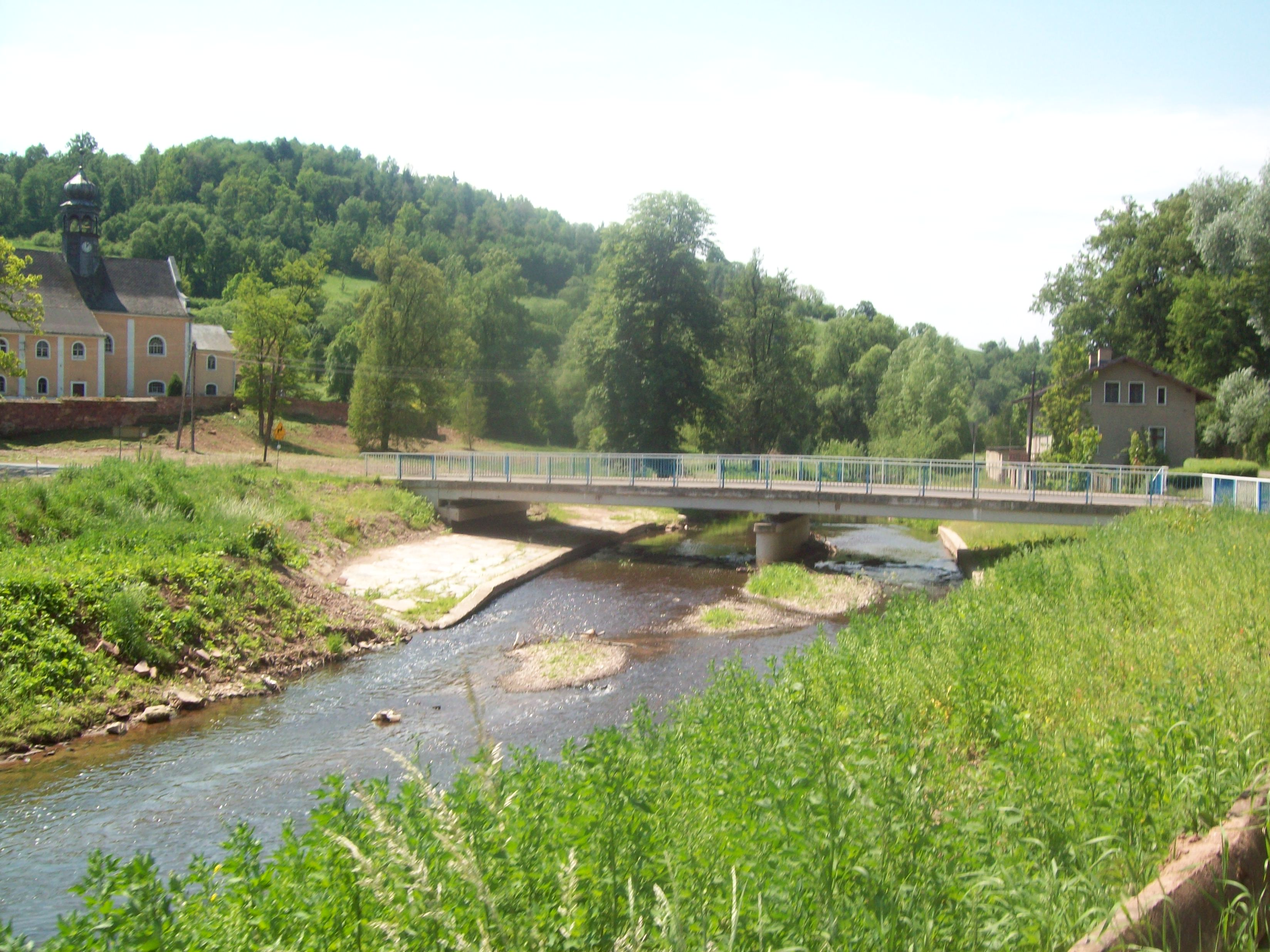
Most přes Ścinawku
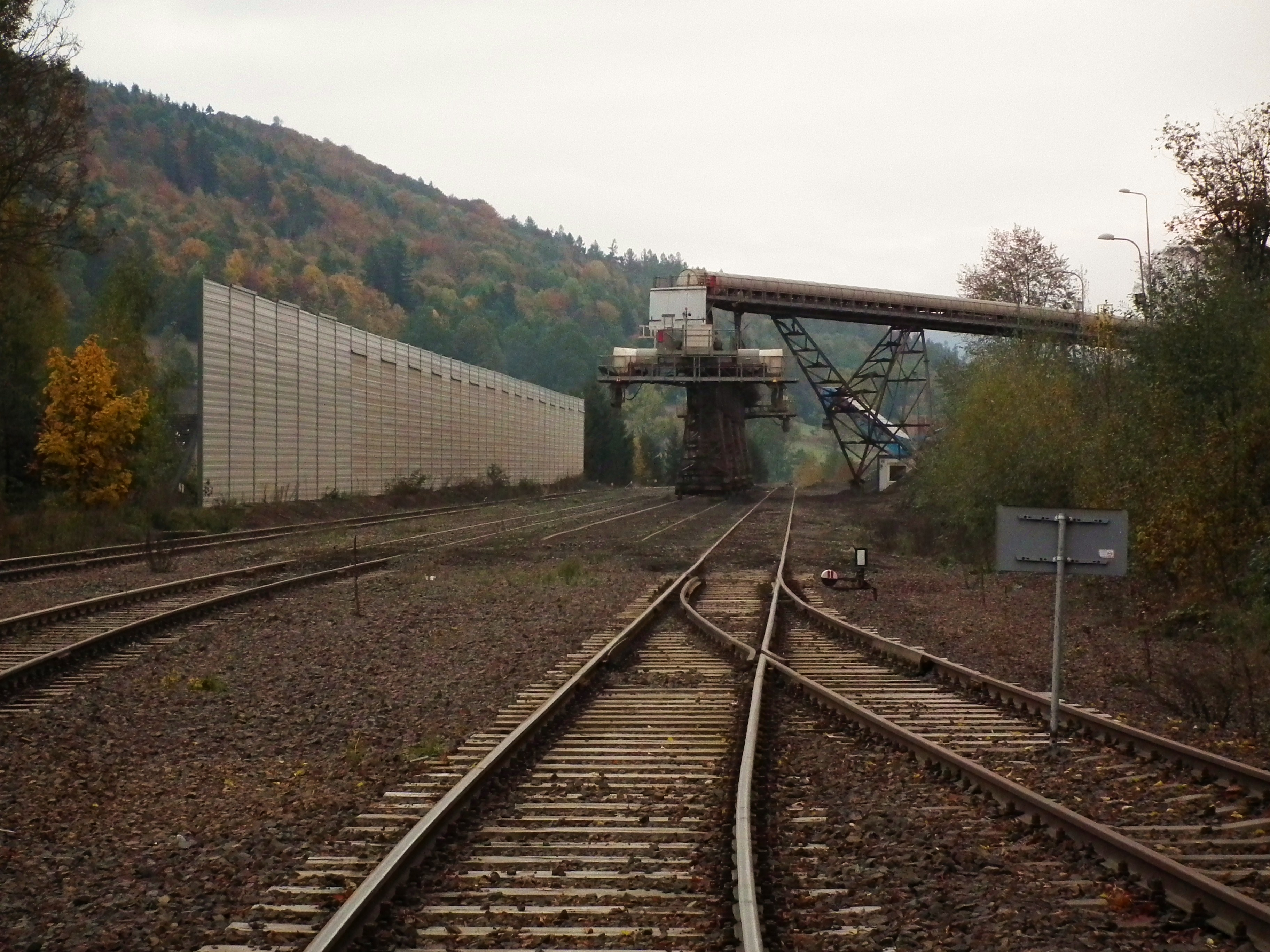
Kolejiště v Tłumaczówě
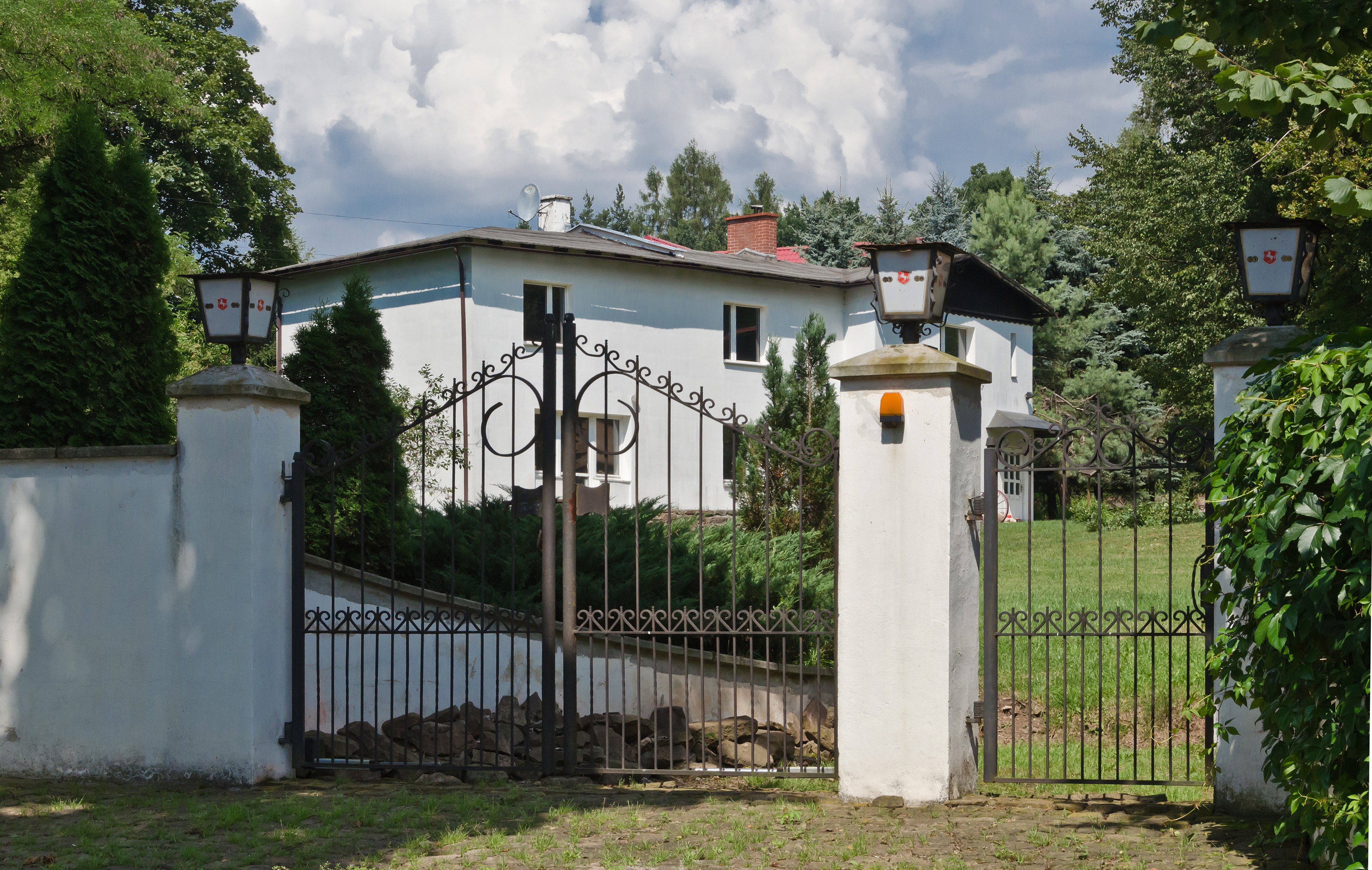
Místní usedlost
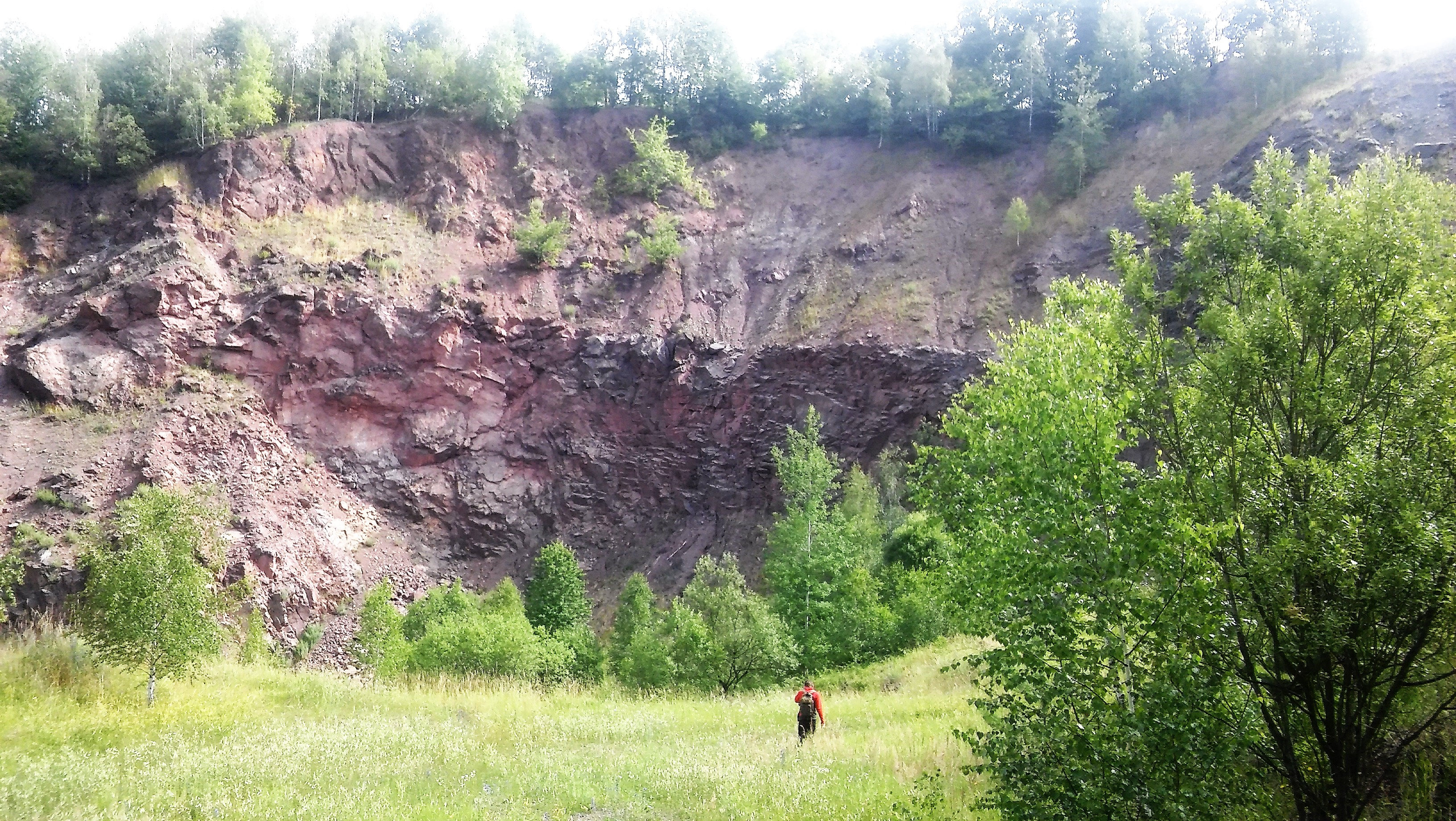
Čedičový lom
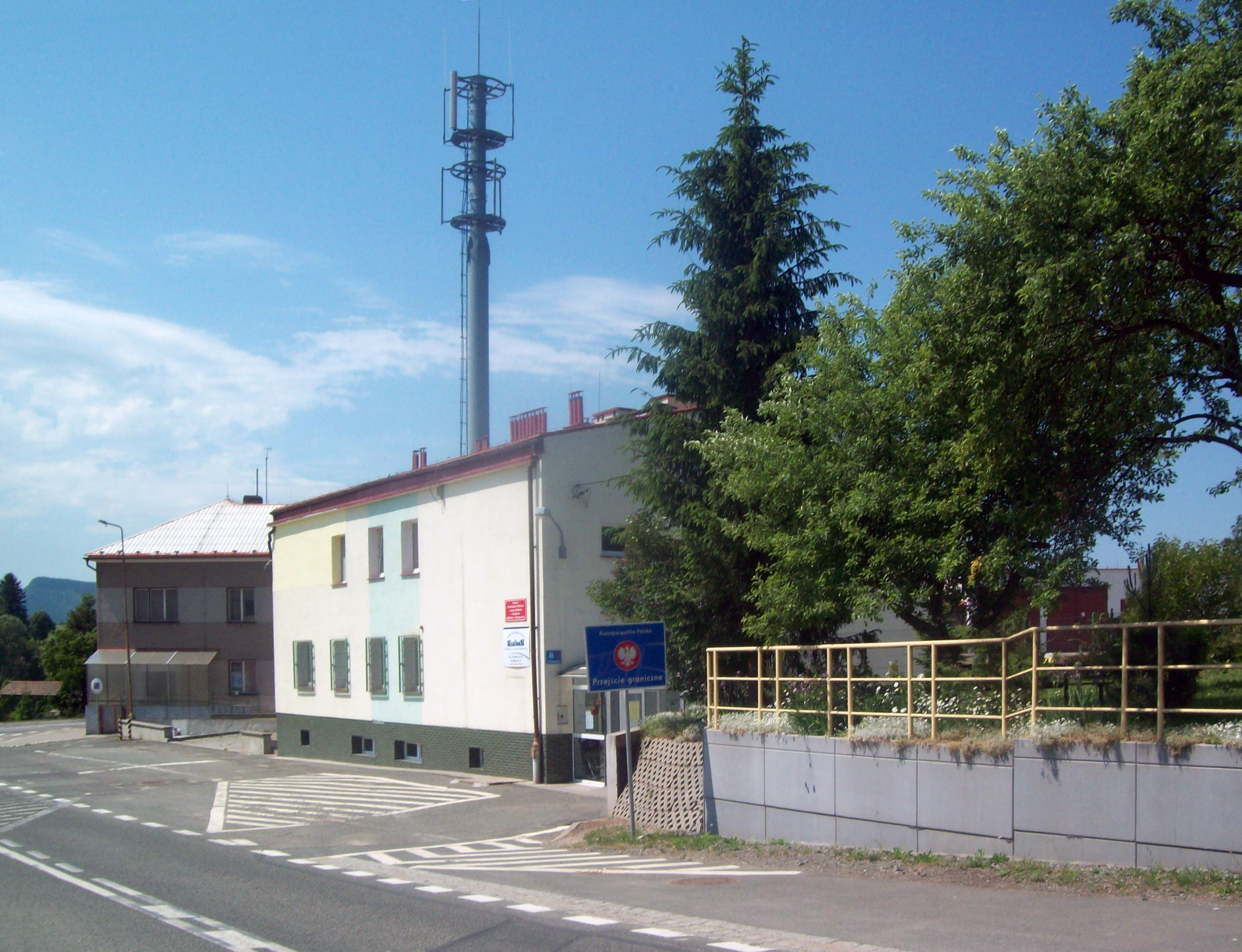
Hraniční přechod Tlumaczów - Otovice